# Hof van Eggertingen

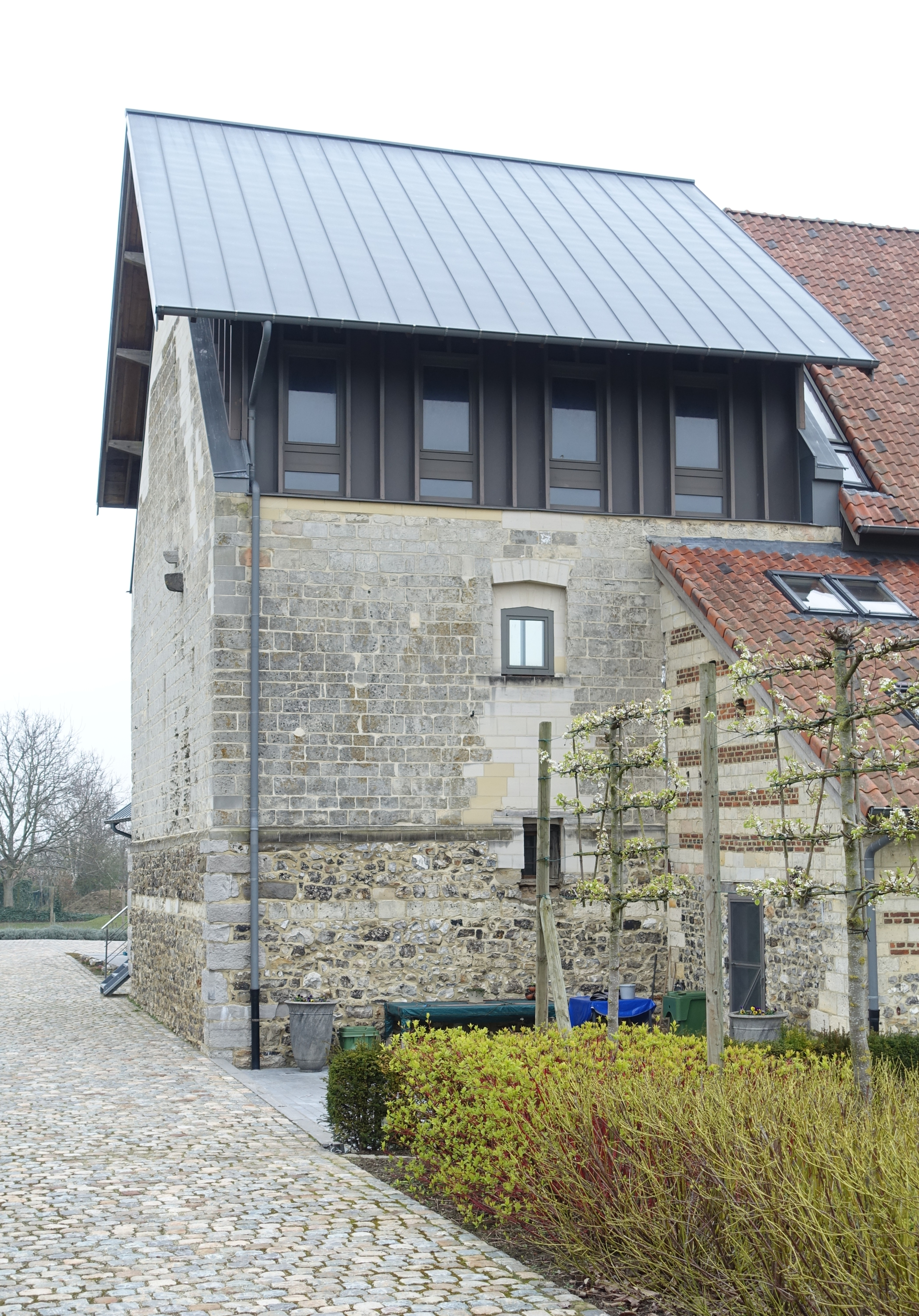
Donjon achter Hof van Eggertingen

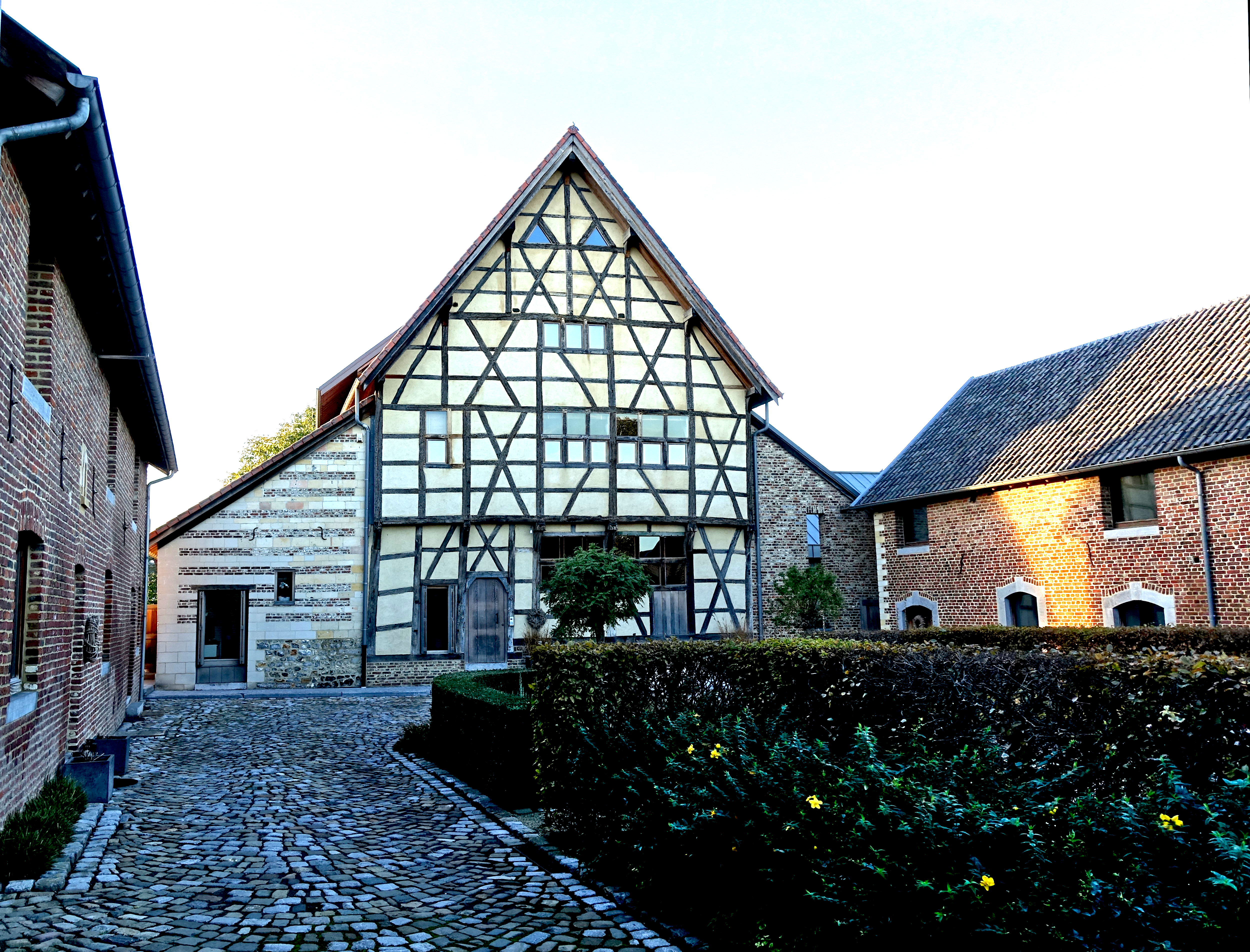
Hof van Eggertingen

Het Hof van Eggertingen of Spaanse Hoeve is een hoevecomplex aan de Langstraat 29 te Millen waarvan de oorsprong terug gaat naar de 13de eeuw.

Omstreeks 1250-1275 werd er een middeleeuwse woontoren of donjon opgetrokken. Die werd in 1490 zwaar beschadigd tijdens een militaire strijd. Tussen 1546 en 1548 werd tegen de voorgevel van de oude ridderwoonst een prestigieus, gotisch vakwerkhuis gebouwd. Nadien werd de woning uitgebreid tot een omvangrijke boerderij
Het was ooit de zetel van een kleine heerlijkheid, met een laathof en een kasteeltje. De heerlijkheid werd voor het eerst vermeld in 1367 (Johannes de Gelende ... relevavit ibidem unam assisiam, cum una turri dicta vulgariter blockehuys, cum suis appenditiis, jacentem in Millem) en was achtereenvolgens in bezit van de families Van Gelinden alias van Eggertingen (1367), Van Betho (1437) en Van Mettekoven (eind 15e-18e eeuw). 
Het Hof van Eggertingen is tegenwoordig een gerestaureerde hoeve, opgedeeld in verschillende woninggelegenheden. Centraal staat het grote vakwerkhuis, waarvan de vakken zijn opgevuld met een aantal regels en met Andreaskruisen. In de plint is een 17e-eeuwse grafsteen ingemetseld. 

Aan de achterzijde van het centrale vakwerkhuis bevindt zich de verbouwde donjon, uitgevoerd in mergelsteen op een plint van silex en met banden van kalksteen. 
De stallen hebben mogelijk een oude kern.